# Geografia

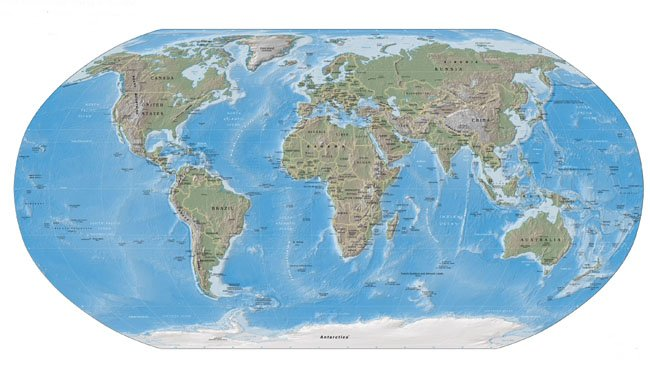
Planisfero fisico-politico

La geografia (dal latino geographia, a sua volta dal greco antico: γῆ?, "terra" e γραφία, "descrizione, scrittura") è la scienza che ha per oggetto lo studio, la descrizione e la rappresentazione della Terra nella configurazione della sua superficie e nella estensione e distribuzione dei fenomeni fisici, biologici, umani che la interessano e che, interagendo tra loro, ne modificano continuamente l'aspetto.
La geografia è molto più ampia della cartografia, cioè lo studio delle carte geografiche, o della topografia, aggiungendo rispetto a esse l'indagine della dinamica e delle cause della posizione della Terra nello spazio, dei fenomeni che avvengono su di essa e delle sue caratteristiche.

## Storia

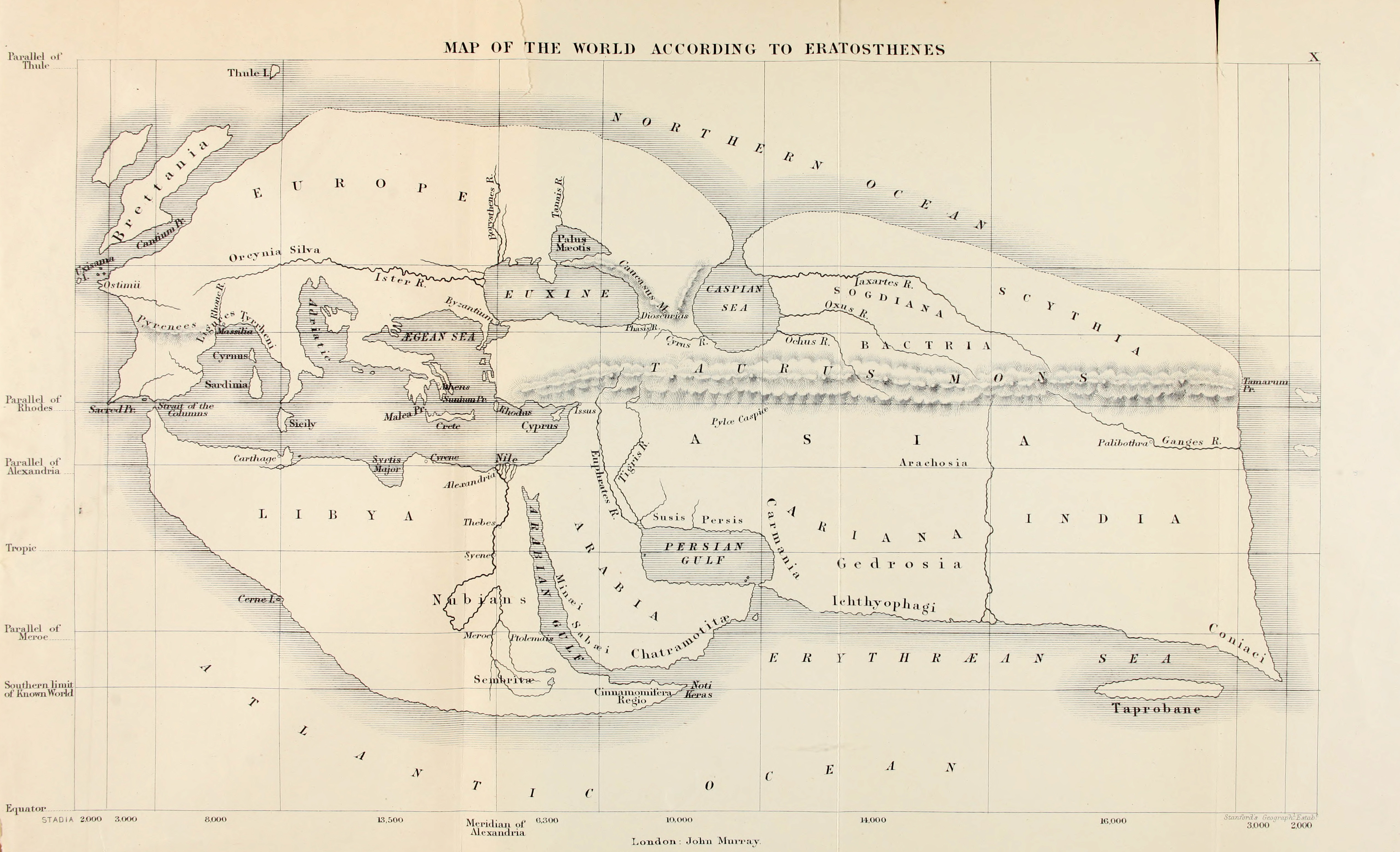
La mappa del mondo di Eratostene.

Tra i popoli dell'area mediterranea, i primi geografi sono stati gli Antichi Egizi, a cui si aggiungono, in zone non mediterranee, le geografie babilonesi e dell'India. Dai Greci deriva il nome in uso in Occidente. Il primo geografo fu Anassimandro, autore di un disegno della terra che può essere considerato la prima carta geografica del mondo. Seguirono Ecateo, Eratostene, considerato il padre della geografia  (al quale si deve anche l'introduzione del nome: coniò infatti i termini geografia e geografo nella sua opera intitolata Geographika), introdusse l'uso delle coordinate sferiche (latitudine e longitudine) per individuare le località geografiche. Importanti progressi furono poi compiuti da Ipparco di Nicea, che in particolare introdusse l'uso di metodi astronomici per il calcolo delle longitudini.
Il primo geografo romano di cui abbiamo notizie fu Pomponio Mela che scrisse il breve trattato De chorographia; poi il greco Strabone (vissuto fra il I secolo a.C. e il I secolo d.C.), compose un'imponente Storia (pervenutaci solo in pochi frammenti) e una non meno importante e completa Geografia, che invece ci è giunta in buone condizioni. L'opera di Strabone è tuttavia qualitativa e non usa le tecniche di geografia matematica che erano state introdotte da Eratostene e Ipparco.

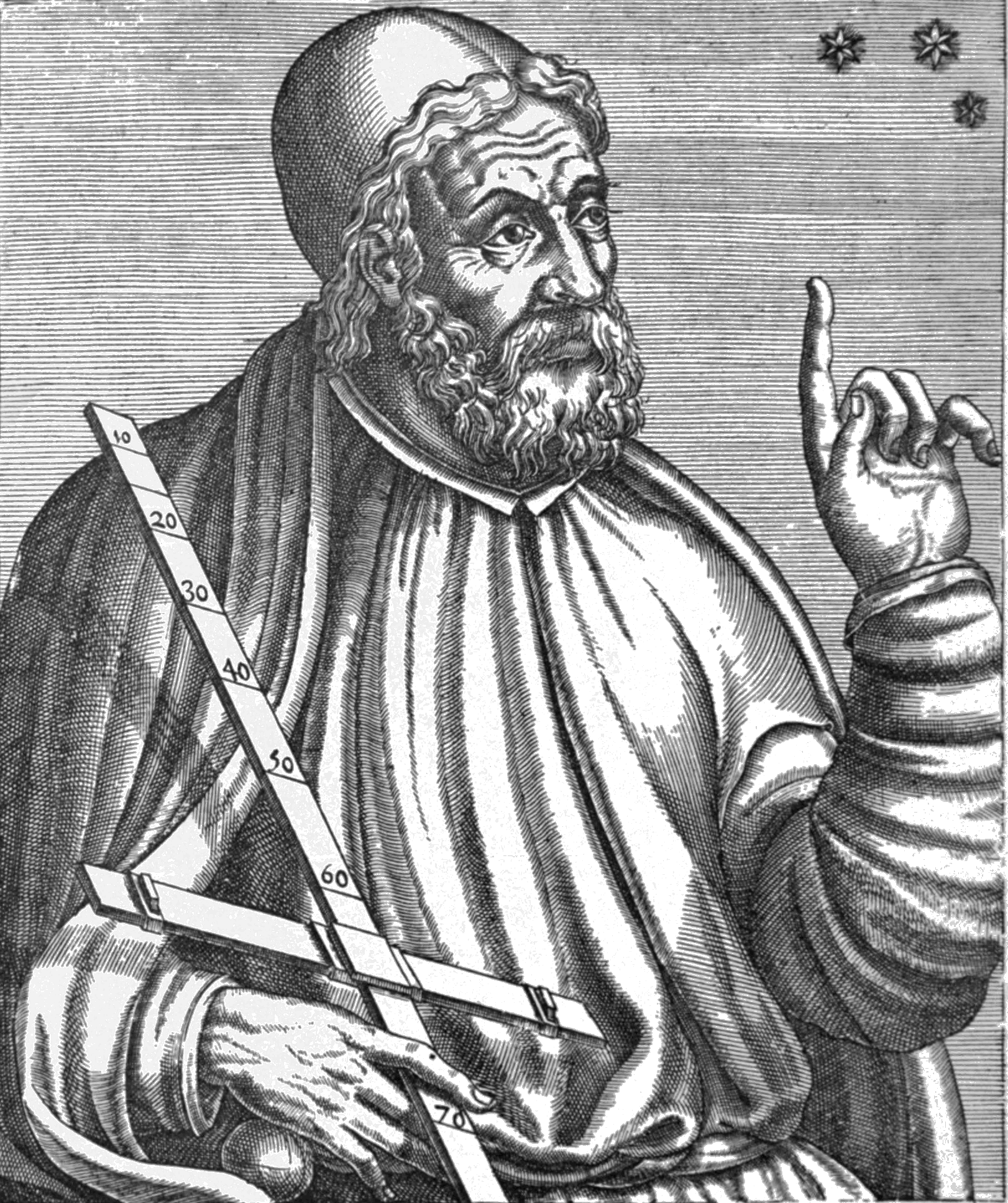
Ritratto di Tolomeo

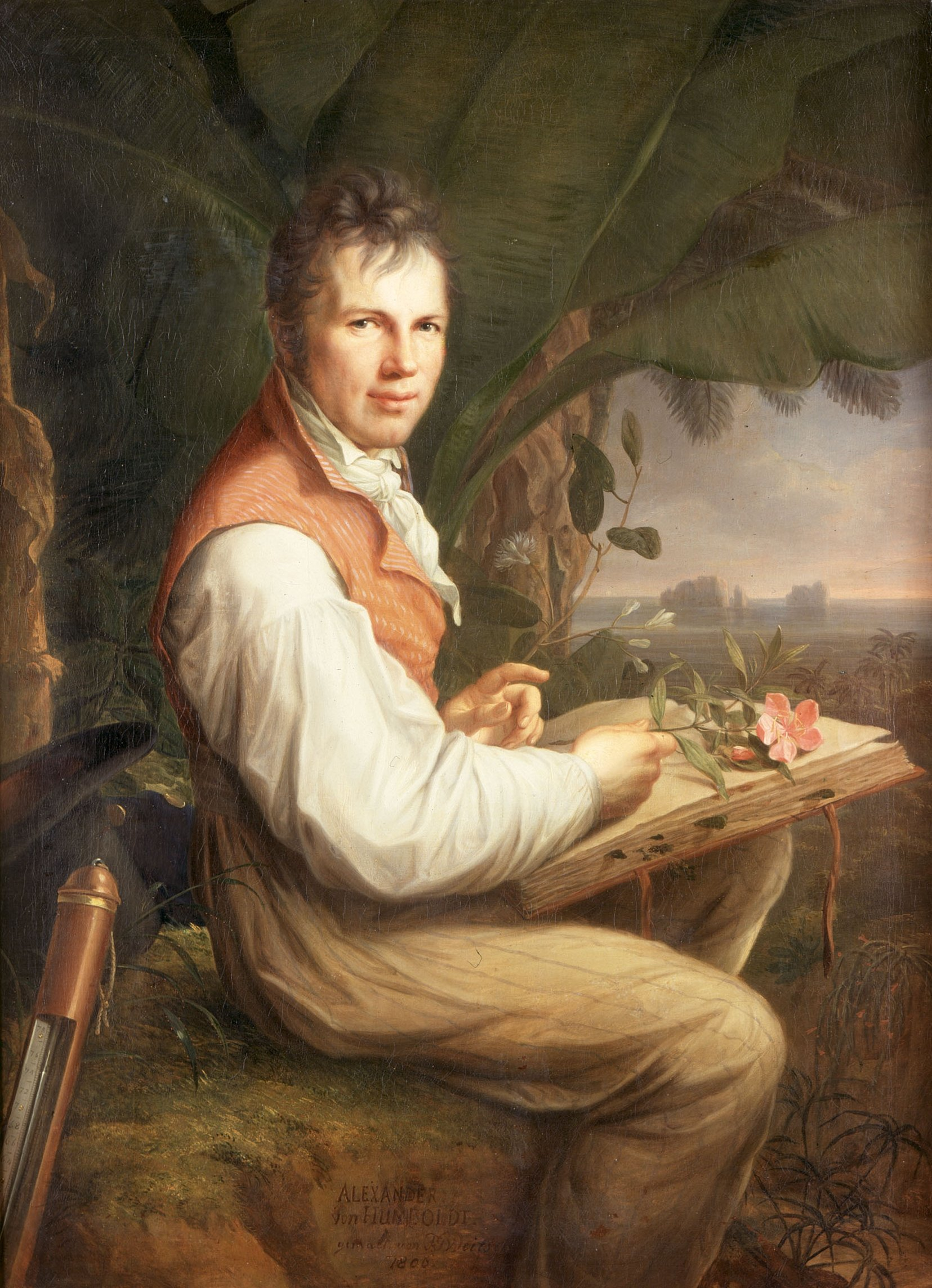
Un ritratto di Alexander von Humboldt

Lo studio della geografia matematica fu ripreso nel II secolo d.C. da Marino di Tiro e, soprattutto, da Claudio Tolomeo, il più grande geografo dell'antichità  , la cui Geografia non solo riporta le coordinate sferiche di 8000 diverse località, ma espone anche i metodi di proiezione usati nella cartografia.
Nel Medioevo anche i geografi arabi crearono opere di estrema qualità, come per esempio il "Libro del Re Ruggero", di Idrisi (del XII secolo), e altri autori ancora come Ibn Battuta e Ibn Khaldun.
Con le grandi esplorazioni terrestri dirette in Asia (Il Milione di Marco Polo, nel XIII secolo, ne è un esempio affascinante) e quelle marittime, o ancora verso l'Asia o verso le Americhe, l'uomo "riscoprì" la passione per la geografia, e il bisogno di uno studio più accurato. Nella seconda metà del XV secolo la riscoperta in Europa dell'opera geografica di Tolomeo fu essenziale per la rinascita della cartografia. Sono infatti di quell'epoca i primi atlanti europei ottenuti con l'uso dei metodi della cartografia matematica. Al XVII secolo risalgono i tentativi di Varenio di sistemare la scienza geografica.
Nel Settecento si cominciò a intendere come scopo principale della geografia la raccolta di dati sulle caratteristiche fisiche, sociali, economiche e storiche di ogni paese.
Nell'Ottocento nacque la cosiddetta geografia moderna, per merito (soprattutto) dei tedeschi Alexander von Humboldt (che ne fondò l'indirizzo naturalistico) e scrisse l'opera Il cosmo (1845-1862), che tratta tutta la geografia fisica, e di Carl Ritter (che ne fondò l'indirizzo antropico-storico): con il passare del tempo questi due indirizzi si fusero poi in uno solo. Presto divenne una disciplina universitaria, a cominciare da Parigi e Berlino.
Negli ultimi due secoli, la quantità di conoscenze e il numero di strumenti disponibili sono aumentati molto. Ci sono forti legami tra la geografia e le scienze di geologia e botanica, come anche economia, sociologia e demografia. Nel XX secolo, in Occidente, la disciplina geografica venne esaminata in quattro diverse fasi: determinismo geografico, geografia regionale, rivoluzione quantitativa e geografia radicale.

## Descrizione

### Geografo
Un geografo è uno scienziato la cui area di studio è la geografia, lo studio dell'ambiente fisico della Terra e l'habitat umano. Per diventare un geografo è necessario aver conseguito una laurea in geografia o scienze geografiche. Atenei italiani che offrono corsi di studio delle classi L-06 (geografia) o LM-80 (scienze geografiche) sono quelli della Basilicata (LM interateneo), Bergamo (LM), Bologna (LM), Firenze (LM), Genova (LM), Milano (L), Padova (LM), Roma (L, LM), Sassari (L) e Torino (LM), ricordando che diversi esperimenti di espandere la disciplina sono stati esperiti anche in altri atenei, numericamente minori, come Pescara-Chieti (L).
Anche se i geografi sono storicamente conosciuti come persone che disegnano le carte geografiche, la carta è in realtà il campo di studio della cartografia, un sottoinsieme della geografia. Studio dei geografi non solo sono i dettagli fisici dell'ambiente, ma anche il suo impatto sulla salute umana, sull'ecologia, sulla meteorologia e sui modelli climatici, sull'economia e sulla cultura. Spetta ai geografi fisici di identificare, analizzare e interpretare la distribuzione e la disposizione geomorfologica e delle altre caratteristiche della superficie terrestre. I geografi moderni sono spesso coinvolti nella soluzione dei problemi ambientali.
Molti geografi moderni sono anche i principali operatori dei sistemi di informazione geografica e la cartografia. Essi sono spesso impiegati in enti statali, provinciali e comunali, nonché nel settore privato.

### Paradigmi geografici
La geografia umana contemporanea ha attraversato diverse fasi, così riassumibili:
- geografia esplorativa (prima metà dell'Ottocento): con Alexander von Humboldt e Karl Ritter;
- geografia positivista o determinista – ambientale (1850-1890): con Friedrich Ratzel;
- geografia storicista o possibilista (1890-1930): geografia regionale di Paul Vidal de la Blache;
- geografia quantitativa, analitica o neo-positivista (1930-1960): approccio funzionalista;
- geografia radicale, marxista o strutturale (dagli anni 1970);
- geografia comportamentale – behaviorista (dagli anni 1970);
- geografia umanistica (dagli anni 1970): postmoderna, semiotica e spiritualista.
- geografia culturale (dalla fine degli anni ottanta)

### Metodi
I rapporti spaziali sono la base di questa scienza, che utilizza le carte come strumento chiave. La cartografia classica si è unita alla più moderna analisi geografica, basata sul sistema informativo geografico (GIS).
I geografi usano quattro approcci correlati:
- Sistematico: raggruppa il sapere geografico in categorie che possono essere esplorate globalmente.
- Regionale: esamina relazioni sistematiche tra le categorie per una specifica regione o luogo nel pianeta.
- Descrittivo: specifica semplicemente l'ubicazione di caratteristiche e popolazioni.
- Analitico: Si chiede perché ci sono determinate caratteristiche e popolazioni in una certa area.

## Branche della geografia

### Geografia fisica
Questa branca considera la geografia come una scienza della Terra, che fa uso della biologia per comprendere il disegno della flora e della fauna globali, della matematica e della fisica. Si suddivide in:
- idrografia, che ha come oggetto di studio le acque;
- glaciologia, che prende in esame i ghiacciai;
- biogeografia, che studia la distribuzione delle specie viventi;
- climatologia, per l'esame del clima e dei fenomeni atmosferici;
- pedologia, che studia i suoli;
- paleogeografia, che ha lo scopo di cercare di ricostruire la geografia delle ere passate;
- geomorfologia, che prende in esame la forma della Terra e come queste forme hanno avuto origine;
- geografia litorale, che ha come oggetto di studio le coste;
- geografia ambientale, che analizza i rapporti intercorrenti fra ambiente naturale e società umane;
- oceanografia, che studia i mari.

### Geografia matematica
Questa branca della geografia si occupa di rappresentare e misurare la Terra. La Terra è il terzo pianeta in ordine di distanza dal Sole e il più grande dei pianeti terrestri del sistema solare, sia per massa sia per diametro. Sulla sua superficie, si trova acqua in tutti e tre gli stati (solido, liquido e gassoso) e un'atmosfera composta in prevalenza da azoto e ossigeno che, insieme al campo magnetico che avvolge il pianeta, protegge la Terra dai raggi cosmici e dalle radiazioni solari. Essendo l'unico corpo planetario del sistema solare adatto a sostenere la vita come concepita e conosciuta dagli esseri umani, è l'unico luogo nel quale vivono tutte le specie viventi conosciute. e studia il movimento della Terra in relazione agli altri corpi del sistema solare. Si suddivide in:
- Cartografia: la cartografia è la scienza applicata volta alla realizzazione delle carte geografiche, il principale strumento di visualizzazione e analisi di dati geografici. Con lo sviluppo delle tecnologie informatiche i sistemi informativi geografici (GIS), hanno ampliato le possibilità di accesso, gestione ed elaborazione di dati geografici.
- Geografia astronomica, che studia il movimento della Terra in relazione agli altri corpi del sistema solare.
- Topografia, che studia gli strumenti e i metodi operativi, sia di calcolo sia di disegno, che sono necessari per ottenere una rappresentazione grafica, più o meno particolareggiata, di una parte della superficie terrestre.
- Geomatica: si tratta dell'approccio sistemico integrato per selezionare gli strumenti e le tecniche appropriate per acquisire (in modo metrico e tematico), integrare, trattare, analizzare, archiviare e distribuire dati spaziali georiferiti con continuità in formato digitale.
- Geodesia, che si occupa di misurare e rappresentare la Terra.

### Geografia umana
Questa branca, detta anche geografia antropica, include gli aspetti economici, politici e culturali della geografia. Privilegiando la ricerca degli elementi soggettivi, trascendendo, quindi, i dati puramente fisici, sovente si avvale di discipline quali le scienze sociali e la psicologia, o di forme espressive e comunicative come la letteratura e le arti in genere, specie in ambito regionale. La geografia umana esamina come gli individui si adattano a un determinato quadro ambientale, in quale modo interpretano e vivono i luoghi nei quali operano e come interagiscono con il territorio. All'interno della geografia umana si possono distinguere alcuni specifici ambiti di ricerca e quali la geografia politica, la geografia economica, la geografia sociale, la geografia urbana.

#### Geografia politica
La geografia politica è l'ambito disciplinare che si occupa di studiare i differenti esiti, nei diversi luoghi, dei processi politici e di potere, così come i modi in cui quegli stessi processi sono condizionati dai contesti spaziali.

#### Geografia economica
In questa materia lo spazio geografico viene studiato in relazione ai fatti economici umani. In questo modo è possibile portare alla luce tutte le cause che determinano l'affioramento di un centro urbano in un luogo piuttosto che in un altro, così come è possibile studiare i motivi della divisione globale in paesi del Nord del mondo (economicamente sviluppati) contrapposti a quelli del Sud del mondo (poveri), e una serie di altre importanti fatti economici legati profondamente allo spazio geografico globale e locale come nel caso della globalizzazione.

### Geografia della innovazione
Tale branca si occupa del rapporto tra territorio e innovazione, in particolare del rapporto tra determinismo geografico e innovazione.

## Termini utilizzati in geografia fisica
- Oceano – Mare (marea) – Lago – Fiume – Torrente – Ghiacciaio – Nevaio – Cascata – Iceberg – Pack
- Catena montuosa – Montagna – Vulcano – Collina – Valle – Pianura – Altopiano – Bassopiano – Passo
- Continente – Isola – Penisola – Arcipelago – Baia – Golfo – Laguna – Fiordo — Istmo
- Giungla – Foresta – Bosco – Savana – Steppa – Tundra – Deserto – Palude – Monte

## I continenti
Africa – America – Antartide – Asia – Europa – Oceania